# DARPA

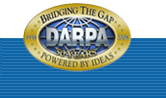
Logo DARPA

Defense Advanced Research Projects Agency (DARPA, česky Agentura ministerstva obrany pro pokročilé výzkumné projekty, do roku 1972 jen ARPA) je agentura amerického ministerstva obrany, která je zodpovědná za vývoj nových vojenských technologií.

## Historie
Agentura byla založena roku 1958 a její úkol byl udržet technologický náskok ozbrojených sil USA a předejít tak z hlediska USA překvapivým událostem, jakou bylo vypuštění sovětské družice Sputnik 1. Název agentury byl několikrát změněn, původně se agentura jmenovala ARPA - Advanced Research Projects Agency. Roku 1972 bylo jméno změněno na DARPA, v letech 1993 až 1996 bylo používáno opět původní označení ARPA. Po roce 1996 se používá znovu název DARPA.

## Fungování a cíle
Jedná se o relativně malou organizaci, počet zaměstnanců je 240, 140 z nich jsou techničtí odborníci. Rozpočet agentury je přibližně 3,2 miliardy dolarů. Z těchto prostředků jsou financovány malé vývojové týmy z universit nebo firemní týmy z malých i velkých podniků. DARPA se zaměřuje na krátkodobé projekty, které mohou být dokončeny v horizontu dvou až čtyř let. Organizační struktura agentury je velmi jednoduchá, má pouze dvě úrovně vedení a téměř žádnou hierarchickou strukturu. To umožňuje rychlý přenos informací, nápadů, rovný přístup a rychlý rozhodovací proces.

### Projekty
- Boeing X-45
- Boeing X-37
- ARPANET, předchůdce Internetu
- Hypersonic Research Program
- Projekt MAC
- MQ-1 Predator
- Pasivní radar

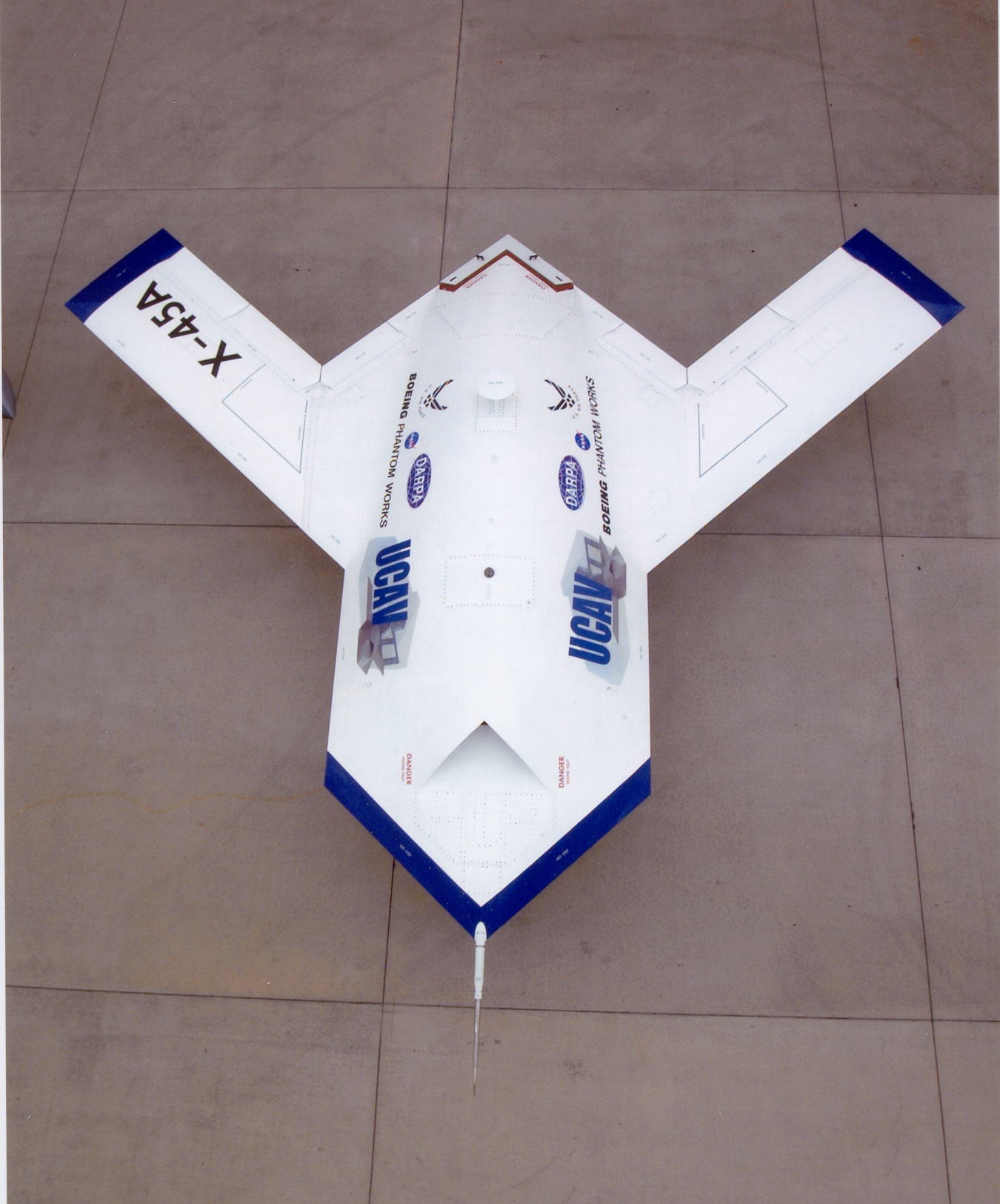
Experimentální letoun X-45A

- Sea Shadow (IX-529) – experimentální stealth katamarán